# Otto Sirgo (padre)
 Otto Sirgo Prieto (Bayamo, Granma, 7 de julio de 1919-Miami, 8 de septiembre de 1966), conocido como Otto Sirgo, fue un actor cubano de teatro, radio, cine y televisión.

## Actividad profesional
Su madre era la actriz de teatro Ana María Prieto. Sirgo trabajó desde niño en el teatro y a los diecisiete años, ya era segundo galán de la compañía de teatro del actor español Ernesto Vilches. Cuando aparece la radiodifusión comenzó a desempeñarse en ese medio recordándose su paso por los programas El Teatro del Aire y La Hora Bacardí, donde fue un intérprete de temple y matices, tanto en lo cómico como en lo dramático. Más adelante se destacó por su Programa de los 64,000 Centavos, con Teruca Curbelo.
Su debut en cine se produjo en 1941 en el filme cubano Romance musical, dirigido por Ernesto Caparrós al que siguió Como tú ninguna, dirigida por Roberto Ratti en 1946 y la coproducción argentino-cubana A La Habana me voy (1949), del director español Luis Bayón Herrera. Continuó posteriormente su trabajo en cine en películas de Argentina, México, España y Puerto Rico.
Hizo varias grabaciones de poemas: en su país natal en 1958 su primer registro para el sello Puchito titulado Hablemos de amor – Poesías en la voz de Otto Sirgo, con acompañamiento musical y, ya exiliado, registró: Plegaria a la virgen del Cobre, de Ernesto Montaner, y Mis plegarias, con poemas también de Ernesto Montaner, además de José Hernández Toraño y Julio Estorino, musicalizado por Baserva Soler.
En Cuba dirigió una compañía de teatro junto a su esposa Magda Haller y fue propietario de El Café de los Artistas que le fue confiscado por el gobierno de Fidel Castro cambiando su nombre por el de Las Bulerías. En 1959 el gobierno lo encarceló en la prisión de La Cabaña, acusado de ser el portavoz del gobierno de Fulgencio Batista y ese mismo año partió hacia el exilio.
Falleció en Miami, Estados Unidos, el 8 de septiembre de 1966. Había estado casado sucesivamente con la vedette española Lola Villar, con la actriz mexicana Magda Haller, con quien tuvo a su hijo Otto Sirgo, con Elvira Bujones la madre de su hija Charito, y con la locutora Dinorah Ayala con quien estaba unido al tiempo de su muerte.

## Filmografía
Actor
- Heroína (1965) .... Marcos
- Yo soy el criminal (1954)
- Vuelo 971 (1953) .... Marcos Galván
- El pórtico de la gloria (1953)
- La alegre caravana (1953)
- Ha desaparecido un pasajero (1953)
- Una cubana en España (1951)
- Mi vida por la tuya (1951)
- A La Habana me voy (1951) .... Juanito Reinal, el novio de América
- Cuidado con las mujeres (1951)
- Fuego sagrado (1950)
- Danza del fuego (1949)
- Como tú ninguna (1946)
- Romance musical (1941)